# Щербаково (Свердловская область)
Щербаково — село в Каменском районе Свердловской области России. Входит в Каменский муниципальный округ.
Ранее входило в состав Бродовского сельсовета Каменского района.

## География

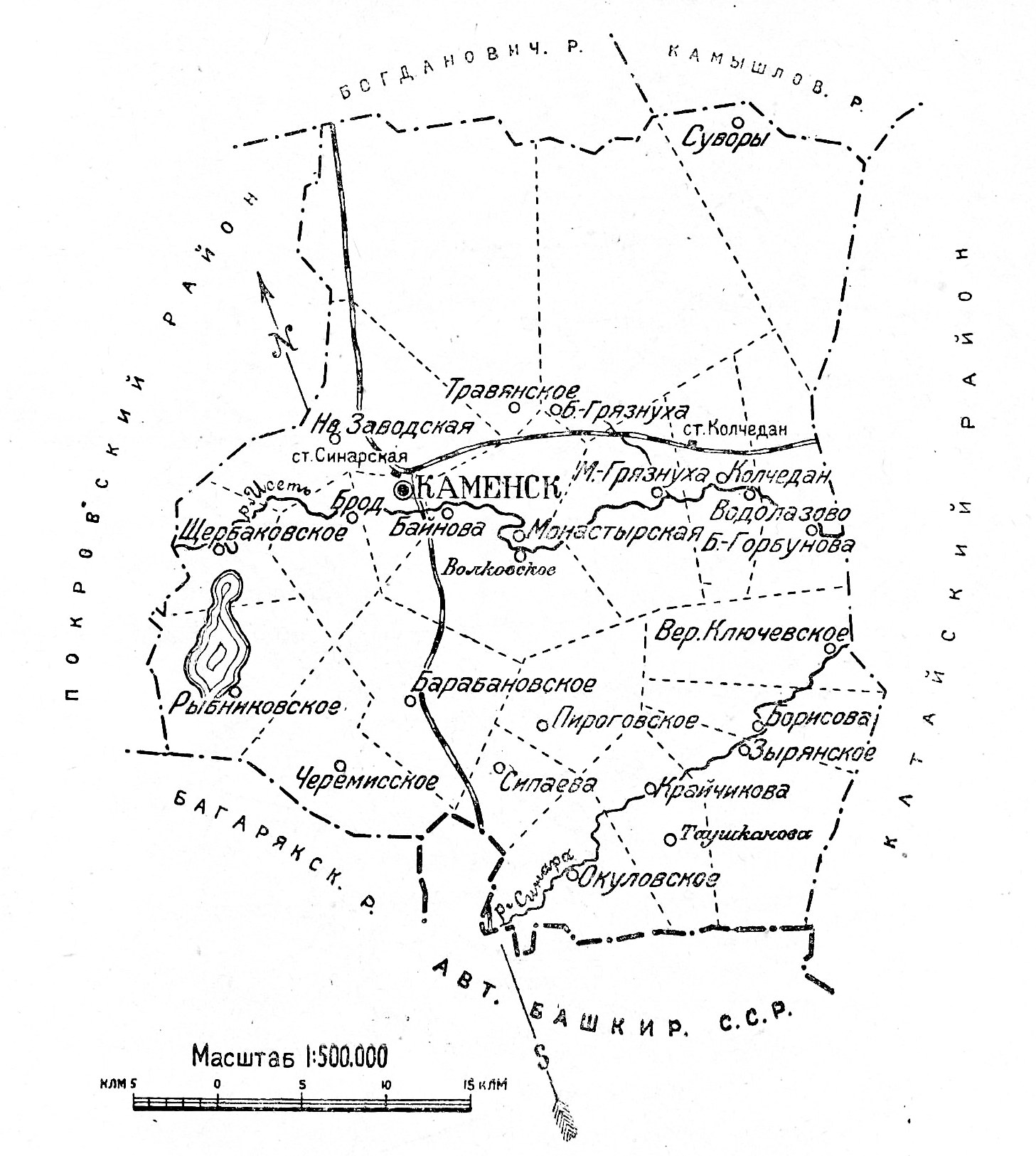
Щербаково на схеме Каменского района, 1928 год

Село Щербаково расположено в 11 километрах к западу от центра города Каменска-Уральского (в 12 километрах по автодороге), на обоих берегах реки Исети. В окрестностях села имеются многочисленные скалы: Гущинские Камни, Крепость, Заячья Гора, Рябово. Село находится в гористой местности, покрытой мелким берёзовым и частично сосновым лесом, со здоровым климатом и чернозёмной почвой.

## История
В начале XVII века на месте села был небольшой башкирский аул Щербаки с тремя десятками лачужек, окружённый лесом. Позднее, с переселением русских из Европейской России, башкирская деревушка превратилась в русскую с прежним названием, которая принадлежала на первых порах к приходу церкви острога Колчеданского (ныне село Колчедан) в 28 верстах отсюда. В 1700 году в деревне был открыт самостоятельный приход, и деревня Щербаки стала называться Щербаковской слободой.
В начале XX века главным занятием сельчан было земледелие. В 1916 году село относилась к Щербаковской волости. В 1928 году Щербаковское входило в Щербаковский сельсовет Каменского района Шадринского округа Уральской области.

## Население
| 1904 | 1926  | 2002 | 2010 | 2021 |
| ---- | ----- | ---- | ---- | ---- |
| 1380 | ↗1788 | ↘60  | ↘58  | ↗92  |

В 1900 году в селении проживало 1646 мужчин и 1651 женщина, все были русские и состояли из государственных крестьян, отставных и уволенных в запас армии солдат.
Структура
- По данным 1904 года, насчитывалось 280 дворов с населением 1380 человек (мужчин — 702, женщин — 678), все русские[9].
- По данным переписи населения 1926 года, в селе Щербаковском было 432 дворов с населением 1788 человек (мужчин — 851, женщин — 937), все русские[4].
- По данным переписи 2002 года, всё население — русские люди[10].
- По данным переписи 2010 года, в селе проживали 58 человек: мужчин — 31, женщин — 27[11].

## Николаевская церковь
В 1705 году был построен, а в 1708 году освящён первый деревянный храм во имя Святителя и Чудотворца Николая. В 1800 году в трапезе храма с южной стороны был заложен придельный алтарь во имя Святителя Пророка и Крестителя Господня Иоанна. Просуществовав 114 лет, деревянный храм стал приходить в ветхость. Церковь была небольшая с двумя скатами наподобие крыши домов; в ней было очень темно, так как окна были сделаны из слюды. В 1818 году был заложен храм каменный, однопрестольный, в честь того же святого. Но в том же 1818 году, «по худой доброте кирпича и недобросовестному отношению к клаже подрядчика», постройка была запрещена и разрешена лишь в 1833 году. По окончании постройки в 1844 году, храм был освящён в 1845 году во имя святого Николая, архиепископа Мирликийского. Вновь построенный храм имел форму корабля. Стены храма и алтарь в 1883 году были покрыты живописью, а в храме — в 1887 году. Старый же деревянный храм, вместе с иконостасом, в 1846 году был продан во вновь отделившийся приход, в деревню Тыгиш, за 200 рублей ассигнациями, а на месте его воздвигнут памятник, обнесённый каменною оградою с железными решётками.
В новом храме в 1882 году средствами прихожан был обновлён иконостас. В 1853 году храм был обнесён каменною оградою с железными решётками, на которую употреблено прихожанами 1830 рублей. При церкви хранились: Святой Евангелие издания 1789 года, оловянный сосуд, приобретённый при самом основании церкви, холщёвые ризы, колокола литья 1726 и 1732 года. Указы в церкви хранились с 1721 года. Причт состоял из священника, диакона и псаломщика. Для помещения их имелись два церковных дома. При церкви была церковно-приходская школа с 1889 года.
Церковь была закрыта в 1937 году. В настоящий момент ведётся частичное восстановление, сделано помещение для прихожан, проходят службы. Церковь продолжает разрушаться, росписи не сохранились.